# Platychelipus laophontoides
Platychelipus laophontoides är en kräftdjursart som beskrevs av Sars 1909. Platychelipus laophontoides ingår i släktet Platychelipus och familjen Laophontidae. Arten är reproducerande i Sverige. Inga underarter finns listade i Catalogue of Life.